# 莱特里库尔
莱特里库尔（法語：Létricourt，法語發音：[letʁikuʁ]）是法国默尔特-摩泽尔省的一个市镇，位于该省南部，东侧和摩泽尔省接壤，属于南锡区。

## 地理
莱特里库尔（48°52'32"N, 6°17'42"E）面积7.38 平方千米，位于法国大東部大區默尔特-摩泽尔省，该省份为法国东北部内陆省份，是洛林的一部分，北邻比利时、卢森堡，北起顺时针与摩泽尔省、下莱茵省、孚日省和默兹省接壤。
与莱特里库尔接壤的市镇（或旧市镇、城区）包括：塞耶河畔欧努瓦、克兰库尔、阿博库尔、舍尼库尔、让德兰库尔、诺姆尼、泰泽圣马尔坦。

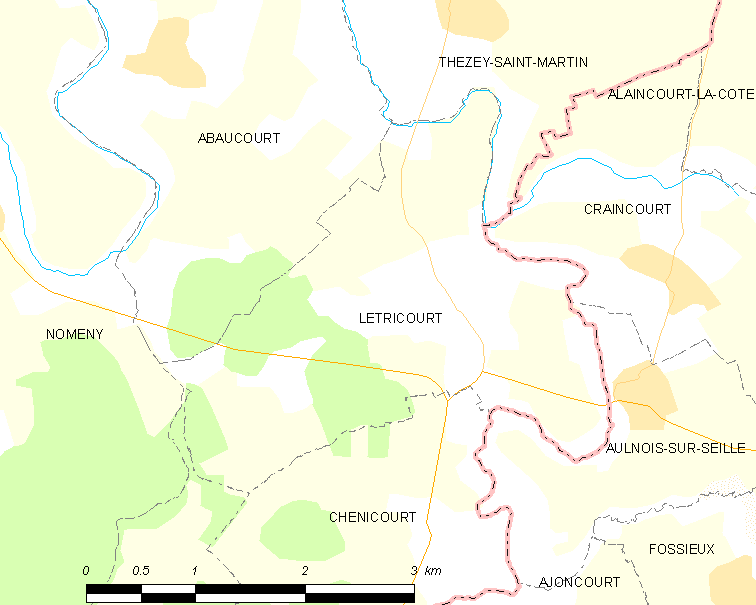
莱特里库尔的OSM定位图

莱特里库尔的时区为UTC+01:00、UTC+02:00（夏令时）。

## 行政
莱特里库尔的邮政编码为54610，INSEE市镇编码为54313。

## 政治
莱特里库尔所属的省级选区为塞耶-默尔特河间县。

## 人口

1962-2008年间莱特里库尔人口变化图示

莱特里库尔于2022年1月1日时的人口数量为226人。